# باول وليامز (لاعب اتحاد الرغبي)
باول وليامز (بالإنجليزية: Paul Williams)‏ هو لاعب اتحاد الرغبي نيوزيلندي، ولد في 22 أبريل 1983 في أوكلاند في نيوزيلندا.

## وصلات خارجية
- بول وليامز عل موقع إسبنسكروم (الإنجليزية)
- بول وليامز على موقع ItsRugby.co.uk (الإنجليزية)